# Jean Baptiste Point du Sable

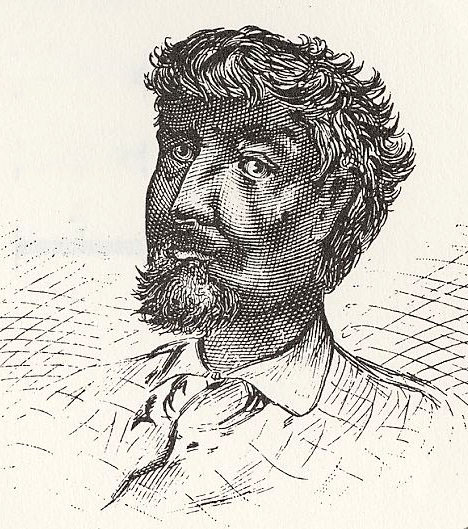
Jean Baptiste Point du Sable

Jean Baptiste Point Du Sable (ur. w roku 1745 na Haiti, zm. 28 sierpnia 1818) – czarnoskóry traper, który jako pierwszy zbudował dom i faktorię handlową w miejscu, gdzie później powstało miasto Chicago. Jego nazwisko zapisywano na kilka sposobów; oprócz Du Sable także Sable, De Sable oraz De Saible.
Du Sable przybył w okolice dzisiejszego Chicago w latach 70. XVIII wieku. Zaprzyjaźnił się z Indianami z plemienia Potawatomi i ożenił się z Indianką. W roku 1773 w okolicach dzisiejszego miasta Peoria założył gospodarstwo rolne. Około roku 1779 przeniósł się w miejsce, gdzie rzeka Chicago uchodziła do Jeziora Michigan. Na jej północnym brzegu zbudował dom z bali drewnianych, który był po części faktorią handlową.
W zamian za skóry (przede wszystkim bobrowe) dostarczał Indianom broń, narzędzia, proch i alkohol. Nie mając konkurencji w tym rejonie dorobił się na tym handlu sporego majątku.